# Дегтяр Дмитро Геннадійович
Дмитро́ Генна́дійович Дегтя́р — капітан Запорізької 55-ї окремої артилерійської бригади Збройних сил України.

## Бойовий шлях
13 липня 2014 року друга зведена гаубична артилерійська батарея перебувала в Ізвариному, через інформатора терористи дізналися про місце її розташування й обстріляли з реактивної артилерії та мінометів, аби українські військовики не змогли виконати завдання з охорони кордону. Близько 1-ї години ночі в ході розвідки лейтенант Олександр Богачук і сержант Леонтій Товкач виявили велику колону автомобілів та бронемашин, які, як згодом з'ясувалося, були технікою найманців з Росії. Українська артилерія почала стріляти на ураження, бій тривав кілька годин, не було часу на обладнання вогневих позицій, укривалися за бронетранспортерами. У часі бою старший солдат Дмитро Дегтяр і солдат Володимир Хромогін були поранені, та бойових позицій не покинули, капітан Дмитро Заболотний під обстрілом зміг здійснити їх доставку до медпункту батальйону, після надання першої допомоги старший лейтенант Дмитро Кушковий їх доставив до госпіталю.

## Нагороди
8 серпня 2014 року — за особисту мужність і героїзм, виявлені у захисті державного суверенітету та територіальної цілісності України, вірність військовій присязі під час російсько-української війни, відзначений — нагороджений орденом «За мужність» III ступеня. 17 квітня 2027 нагороджений орденом Богдана Хмельницького ІІІ ступеня.